# 埃沃诺斯
埃沃诺斯（法語：Évenos，法語發音：[evnɔs]）是法国普罗旺斯-阿尔卑斯-蓝色海岸大区瓦尔省的一个市镇，属于土伦区。

## 地理
埃沃诺斯（43°10'12"N, 5°49'48"E）面积41.95 平方千米，位于法国普罗旺斯-阿尔卑斯-蓝色海岸大区瓦尔省，该省份为法国东南部沿海省份，北起上普罗旺斯阿尔卑斯省，西北角与沃克吕兹省接壤，西接罗讷河口省，南濒地中海，东临滨海阿尔卑斯省。
与埃沃诺斯接壤的市镇（或旧市镇、城区）包括：勒博塞、奥利乌勒、勒勒韦斯特莱索、滨海萨纳里、锡涅、土伦。

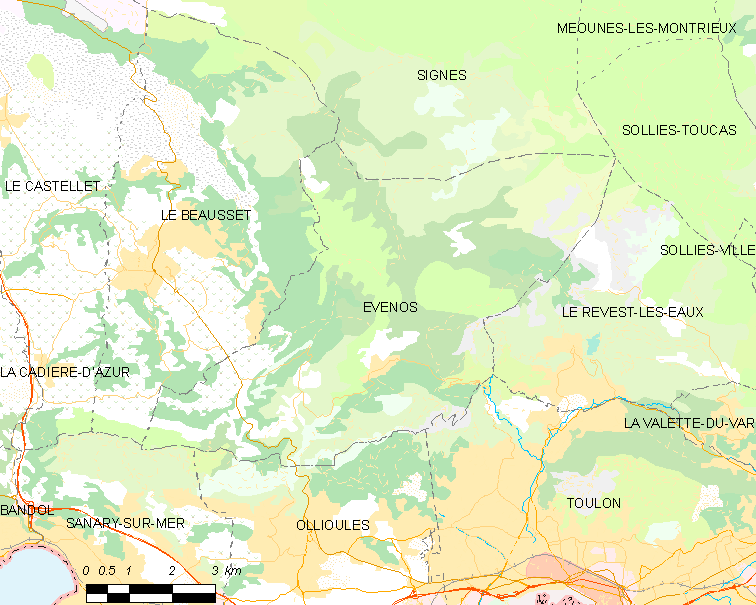
埃沃诺斯的OSM定位图

埃沃诺斯的时区为UTC+01:00、UTC+02:00（夏令时）。

## 行政
埃沃诺斯的邮政编码为83330，INSEE市镇编码为83053。

## 政治
埃沃诺斯所属的省级选区为奥利乌勒县。

## 人口

1962-2008年间埃沃诺斯人口变化图示

埃沃诺斯于2022年1月1日时的人口数量为2406人。